# Amministrazione autonoma dei monopoli di Stato
L'Amministrazione autonoma dei monopoli di Stato (AAMS) era un organo del Ministero dell'economia e delle finanze addetto alla gestione del gioco pubblico, e al controllo della produzione, commercializzazione e imposizione fiscale dei tabacchi lavorati. È stato successivamente incorporato nell'Agenzia delle dogane e dei monopoli.

## Storia
Fu istituita con il regio decreto-legge dell'8 dicembre 1927, n. 2258, con il compito di svolgere "servizi di monopolio di produzione, importazione e vendita dei sali e tabacchi e produzione e vendita del chinino di Stato". La nuova gestione dei prodotti di monopolio da parte dell'amministrazione incise decisamente sul sistema economico e sociale del Paese, contribuendo all'industrializzazione di diversi territori e alla creazione di nuove migliaia di posti di lavoro grazie ai nuovi stabilimenti di estrazione di sale e di manifattura del tabacco.
Negli anni ottanta e novanta del XX secolo l'AAMS subì diverse modificazioni, che portarono progressivamente l'Italia ad abbandonare il regime di monopolio sulla produzione e commercializzazione dei sali e dei tabacchi, e contestualmente ad acquisire il monopolio nel settore del gioco pubblico.
Ai sensi del d.lgs 9 luglio 1998, n. 283, diverse funzioni attribuite precedentemente all'AAMS vennero trasferite al neoistituito Ente tabacchi italiani (ETI) . L'ETI fu poi trasformato nel 2000 in società per azioni ed infine ceduto nel 2004 alla società privata British American Tobacco (BAT).
L'accentramento delle competenze sul gioco pubblico iniziò nel 1988, con l'acquisizione delle lotterie nazionali, e nel 1994 con l'acquisizione del gioco del Lotto e delle lotterie istantanee. Nel 2000 fu assunta la gestione del Bingo, ed infine, nel 2001-2002, tutte le altre competenze che configurano oggi l'attuale portafoglio dell'AAMS.
Infine con il decreto legge 27 giugno 2012 n. 87 - convertito in legge 7 agosto 2012, n. 135 - l'Agenzia delle dogane ha assorbito le competenze dell'AAMS, trasformandosi nell'Agenzia delle dogane e dei monopoli.

## Descrizione

### Organizzazione
La direzione generale aveva sede in Roma, piazza Mastai, 11 – 00153.
L'organigramma territoriale era diviso in uffici regionali con sede in ogni regione.

### Competenze
Considerando l'esistenza di strutture di gioco illegali, l'AAMS aveva anche il compito di agire contro esse. Di seguito le competenze dell'AAMS:
- funzioni statali esercitate in materia di giochi;
- profilo tributario in materia di giochi;
- NewSlot;
- videolotterie;
- apparecchi da divertimento senza vincita in denaro;
- Bingo;
- concorsi pronostici;
- giochi di abilità;
- lotterie istantanee;
- lotterie tradizionali;
- lotto;
- scommesse;
- giochi numerici a totalizzatore nazionale (Superenalotto Superstar, Win for Life);
- tabacchi lavorati.

### Comitato generale per i giochi
L'organismo operante presso l'AAMS è il Comitato generale per i giochi che, in accordo con quanto previsto dal D.P.R. 15 dicembre 2003, n. 385 ("Regolamento di organizzazione dell'Amministrazione autonoma dei monopoli di Stato"), riportante il Regolamento di organizzazione dell'Amministrazione autonoma dei monopoli di Stato, opera in collaborazione con il ministro dell'Economia e delle Finanze in riferimento alla gestione ed all'organizzazione del settore dei giochi, delle scommesse e dei concorsi pronostici. Il ministro ha il compito di nominarne i componenti tramite l'apposito decreto ed anche di definire la retribuzione per quei componenti del Comitato che non ne facciano parte per ragione d'ufficio. La Presidenza del Comitato è tenuta dal ministro ovvero da un suo delegato; membri previsti dalle disposizioni in vigore nonché persone di provata esperienza professionale andranno a comporre il Comitato stesso.
Attuale composizione del Comitato:
Presidente
- Ministro dell'economia e delle finanze o sottosegretario di Stato delegato dal Ministro

Componenti
- Direttore generale dell'Amministrazione autonoma dei monopoli di Stato, con funzioni di vicepresidente
- Rappresentante del Dipartimento della Ragioneria generale dello Stato
- Rappresentante dell'Avvocatura generale dello Stato
- Rappresentante del Ministero per i beni e le attività culturali
- Rappresentante del Ministero delle politiche agricole alimentari e forestali
- Rappresentante del Ministero per le politiche giovanili e le attività sportive
- Presidente del CONI
- Presidente dell'UNIRE
- 2 esperti in materie giuridiche

Segreteria
- 3 dirigenti dell'Amministrazione autonoma dei monopoli di Stato

## Tipologia di giochi

### Giochi di abilità
Tra i giochi di abilità (skill games) più diffusi, sul territorio nazionale, troviamo il poker online nella variante Texas hold 'em. Nel caso specifico del poker, l'AAMS autorizza licenze in Italia alle poker room online dal 2 settembre 2008.
Svolge attività d'approvazione e monitoraggio anche sulle transazioni delle stesse poker room.
Stabilisce che i montepremi sono costituiti da almeno l'80% di quanto raccolto ai tavoli. 
Incassa il 3% l'anno sulla raccolta e decreta che alle aziende concessionarie spetta fino ad un massimo del 17%. Obbliga i giocatori ad essere titolari di un conto di gioco e stabilisce la spesa tra 0,01 e 250 euro a partita. Approva ogni singolo pagamento per vincita nei casinò online sicuri, dando loro una certificazione. Ha decretato sinora il blocco di oltre 500 poker room non autorizzate. Tutela i giocatori in caso di contestazioni attraverso il collegamento in real time tra il server del concessionario e quello di AAMS, che utilizza anche per monitorare l'andamento di tutte le partite.

### Scommesse sportive
La normativa fondante per quanto riguarda il settore delle scommesse sportive è stato il D.M. n.174/98, sostituito recentemente dal D.M. n.111/06. Fino al 1999, anno in cui venne introdotta la raccolta delle scommesse sportive, non si poteva scommettere su eventi che non fossero le corse di cavalli. Per cui in Italia c'era una forte presenza di bookmaker stranieri illegali. La svolta per quanto riguarda le scommesse sportive si verificò con il decreto direttoriale n.128/02 il quale introdusse l'accettazione per via telematica o telefonica delle scommesse sportive da parte dei concessionari. Il D.M. n.156/01 in particolare stabilisce le norme che riguardano le scommesse sportive o altri eventi diversi dalle corse dei cavalli.
Le scommesse a totalizzatore nazionale sono disciplinate dalla legge n. 248/05 che affida ad AAMS la facoltà di emanare propri provvedimenti per regolamentare la raccolta a distanza da parte dei titolari di concessione che hanno i requisiti tecnici richiesti; i provvedimenti stabiliscono anche le regole per la raccolta a distanza di giochi quali il Totocalcio, il Totogol, Big Match, Big Race e Big Show (che non rientra nella categoria delle scommesse sportive). L'art. 38 del Decreto-legge n.233/06 invece stabilisce le norme che regolano le scommesse a quota fissa con modalità di interazione tra i singoli consumatori. La legge n.296/06 dispone l'introduzione da parte di AAMS delle scommesse a quota fissa o a totalizzatore su eventi simulati.

### Videolottery
Le videolottery o videolotterie (spesso abbreviate in VLT) sono apparecchi di intrattenimento meglio descritti dall'art. 110, comma 6, del TULPS. Il loro funzionamento è possibile grazie al collegamento in tempo reale con un server centrale, che fornisce i giochi.
Introdotte dalla legge 2008, n. 184, sono state lanciate sul mercato grazie con il decreto legge 39/2009.
Le videolotterie differiscono dalle slot machine tradizionali presenti nei pubblici esercizi e nelle sale giochi in quanto:
- Offrono modalità di gioco più evolute: le VLT non presentano all'interno una scheda con il gioco residente, ma sono collegate alla rete sia l'una con l'altra che ad un server presente nella sala stessa. Il server inoltre comunica costantemente con un server nazionale centralizzato.
- Calcolo ciclo payout: le videolotterie offrono i pagamenti in base al calcolo del Concessionario su base sia di sala, che di circuito, che nazionale. Le slotmachine tradizionali invece pagano in base al COIN IN singolo (totale monete inserite nella singola macchina).
- Vincite e jackpot: le VLT offrono vincite Jackpot fino a 500.000 (cinquecentomila) euro.
- Monete e banconote: le VLT accettano banconote, a differenza delle newslot. Non erogano denaro in caso di vincita, ma stampano un voucher che può essere rigiocato o cambiato in contanti alla cassa.
- Fornitori: le VLT sono fornite solamente da alcuni concessionari, che hanno superato dei controlli molto rigidi dei monopoli di Stato. Le schede delle Newslot, invece, possono venir fornite da molti produttori.
- Sale VLT dedicate: le videolotterie si possono installare in locali dedicati aventi caratteristiche ben specifiche e previa autorizzazione esplicita del concessionario, che produrrà lettera d'incarico per l'autorizzazione di cui all'art. 88 TULPS.

## Linee Guida per la Certificazione delle Piattaforme di Gioco
Con la versione 1.1 del Prot. N. 2012/779/Giochi/GAD datata 7 giugno 2012, l'agenzia Dogane e Monopoli ha determinato le linee guida per la certificazione delle piattaforme di gioco. All'interno della normativa aggiornata, vengono delineati i criteri e le modalità per richiedere e ottenere la certificazione AAMS. L'iter da seguire, da parte dei richiedenti, è il seguente:
- Presentazione della piattaforma di gioco;
- Presentazione dei giochi;
- Presentazione del Generatore di Numeri Casuali;
- Presentazione della sicurezza dei sistemi informatici;
- Sistema di versionamento del software di gioco.

Oltre a quanto esposto sopra, ciascun richiedente deve rispettare determinati requisiti di natura fiscale e amministrativa, fra cui;
- Sede fiscale con base in Europa;
- Fatturato minimo di 1.500.000€ negli ultimi due anni precedenti la data della richiesta;
- Versamento di una cifra pari a 350.000€ a beneficio dei Monopoli di Stato.